# Parafia św. Marcina Biskupa w Starej Wiśniewce
Parafia św. Marcina Biskupa w Starej Wiśniewce – parafia rzymskokatolicka w dekanacie Złotów I w diecezji bydgoskiej.
Erygowana 25 stycznia 1968 roku.
Miejscowości należące do parafii: Czernice, Łąkie, Ługi, Prochy, Nowa Wiśniewka, Nowe Potulice, Potulice i Stara Wiśniewka.

## Historia parafii

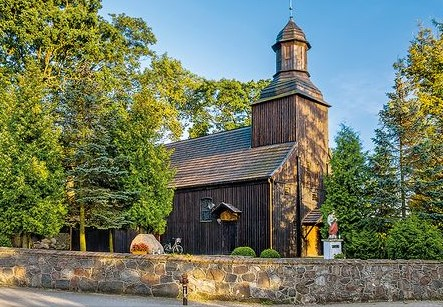

Kościół parafialny św. Marcina Bp jest jednym z najcenniejszych zabytków Ziemi Złotowskiej. Powstał w 1647 z fundacji Zygmunta Grudzińskiego. Niedługo po wybudowaniu został częściowo zniszczony podczas „potopu szwedzkiego”. Odbudował go syn fundatora – Andrzej Karol Grudziński. Świątynia jest zbudowana z dębowych belek, dach i wieża pokryte są gontem. Przez długie lata stanowiła filię kościoła zakrzewskiego. Dopiero w 1909, za przyczyną ks. dra Bolesława Domańskiego (proboszcza w Zakrzewie), stworzono w Starej Wiśniewce lokalny wikariat, podległy proboszczowi zakrzewskiemu. Pierwszym wikariuszem był ks. Jan Doering. Po tragicznym wyłączeniu Ziemi Złotowskiej od Macierzy po I wojnie światowej ks. Doering musiał opuścić swą polską placówkę kościelną po niemieckiej stronie nowej granicy państwowej i przenieść się do Polski. Jego następcą został ks. Bruno Kliche. Z dniem 25 stycznia 1968 roku stworzono w Wiśniewce samodzielną parafię. Aktu erekcyjnego dokonał ordynariusz diecezji gorzowskiej bp Wilhelm Pluta. Pierwszym proboszczem został ks. Jan Wójcik ze Zgromadzenia Św. Rodziny.

## Galeria
Wnętrze kościoła parafialnego pw. św. Marcina Bp w Starej Wiśniewce:

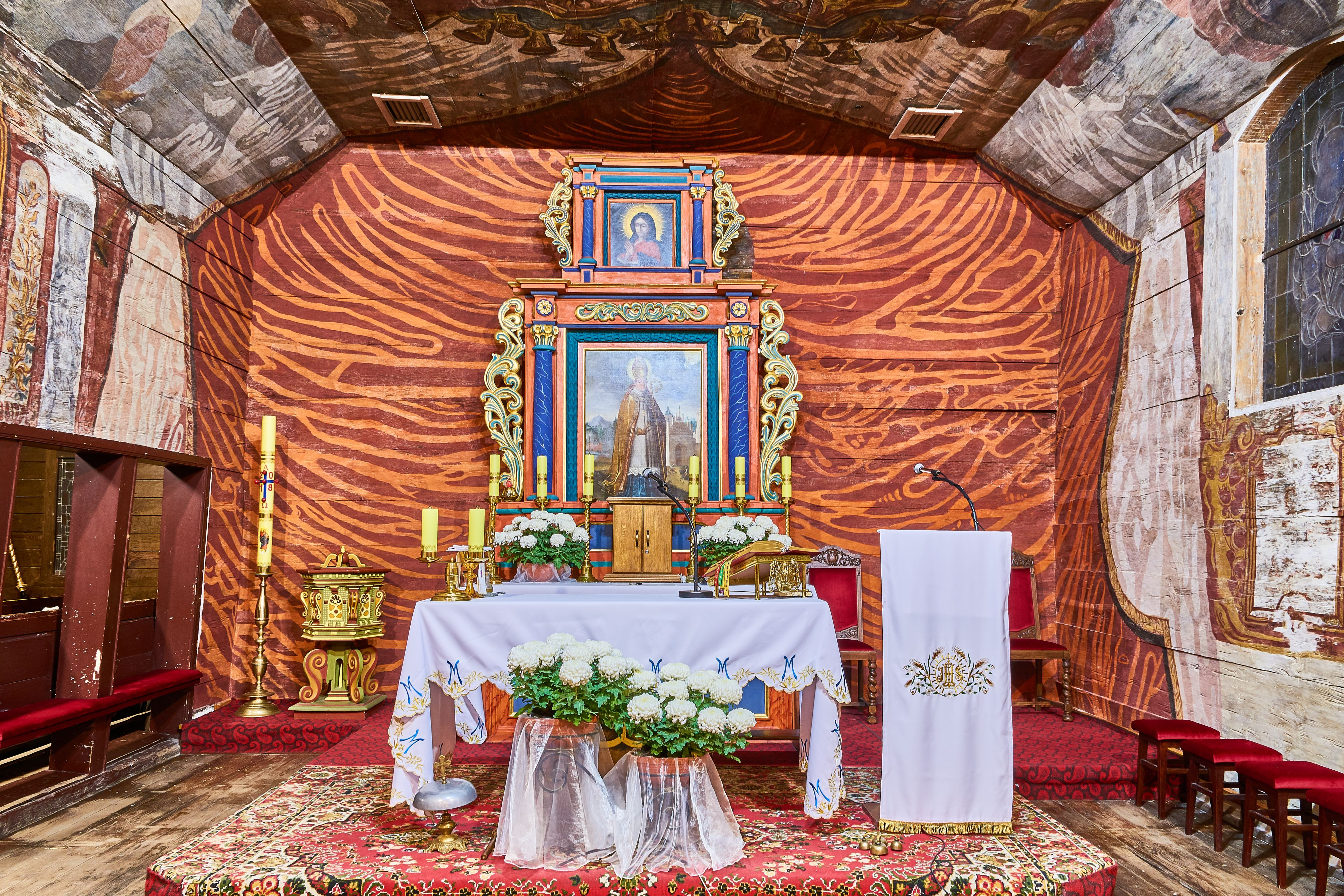
Ołtarz główny
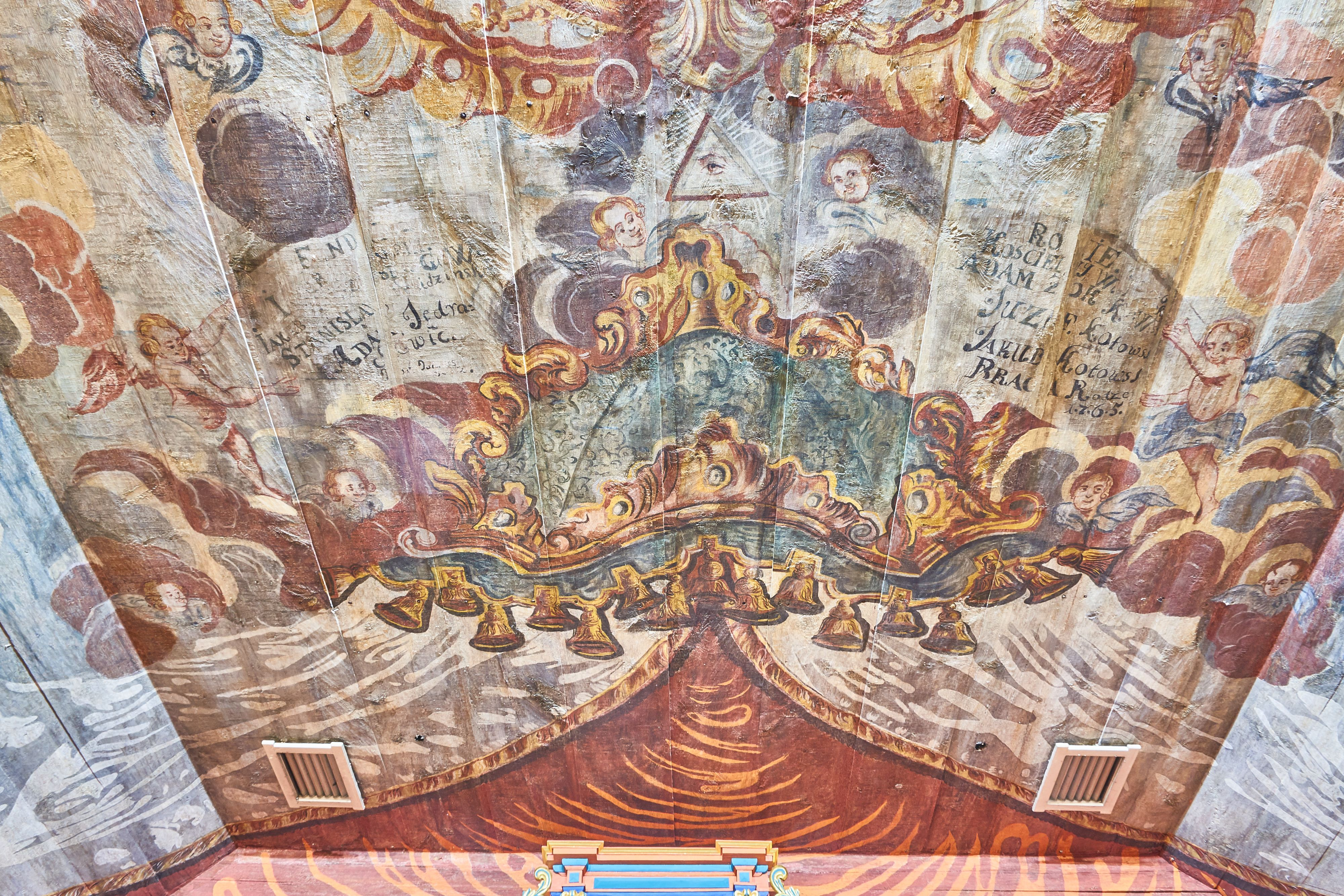
Malowidła naścienne
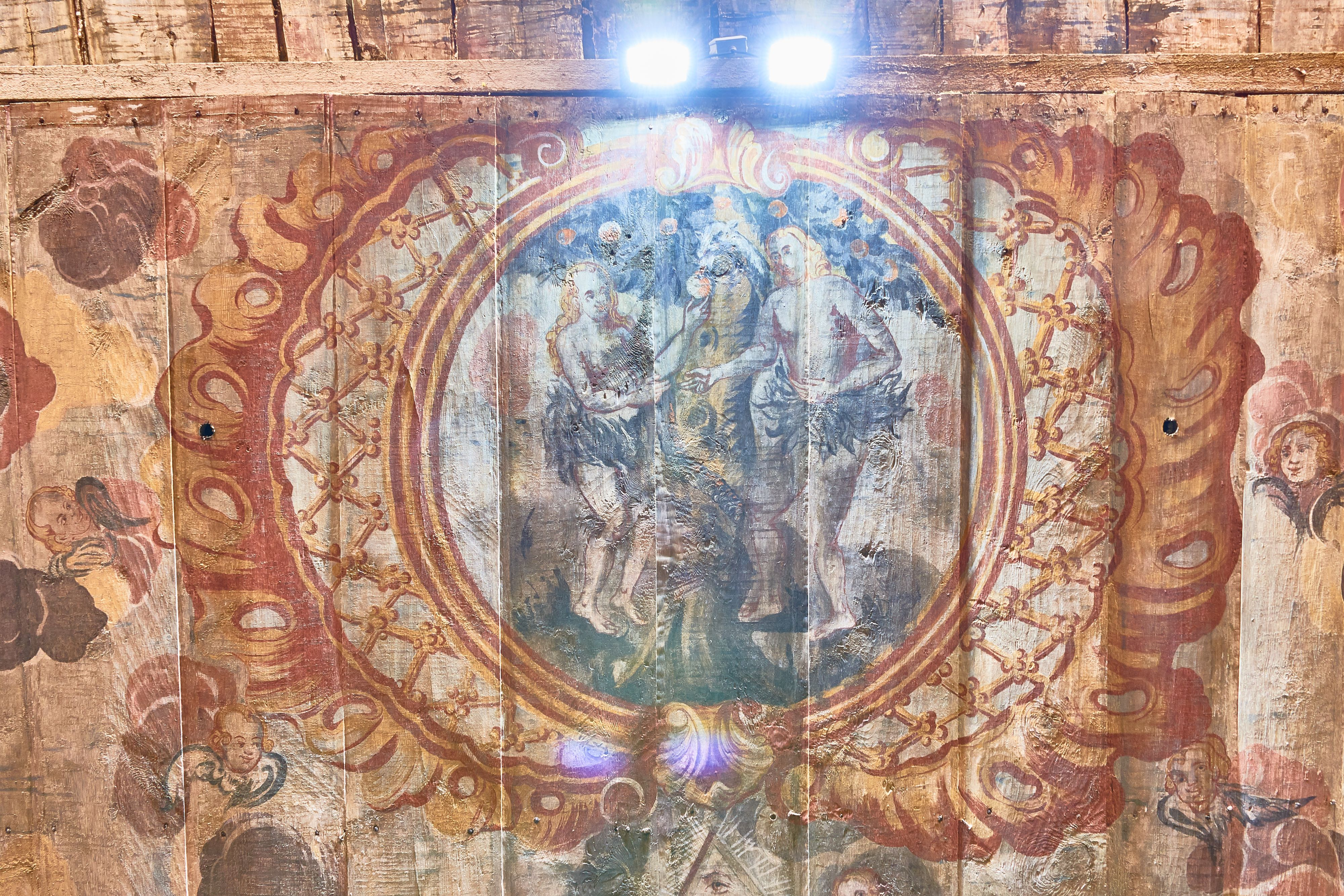
Malowidła naścienne - Adam i Ewa